# ClassyFire
ClassyFire ist ein proprietärer Webservice, der auf Basis einer chemischen Taxonomie (ChemOnt) Stoffe aufgrund ihrer Molekülgeometrie regelbasiert nach charakteristischen Struktureigenschaften automatisch klassifiziert. ClassyFire wurde von DrugBank, LIPID MAPS, HMDB, ChEBI und PubChem eingesetzt, um insgesamt über 77 Millionen Substanzen zu klassifizieren.